# Mołczanowo (obwód amurski)
Mołczanowo (ros. Раздольное) – wieś w Rosji, w obwodzie amurskim, w rejonie mazanowskim. W 2010 liczyła 478 mieszkańców.